# 육개장

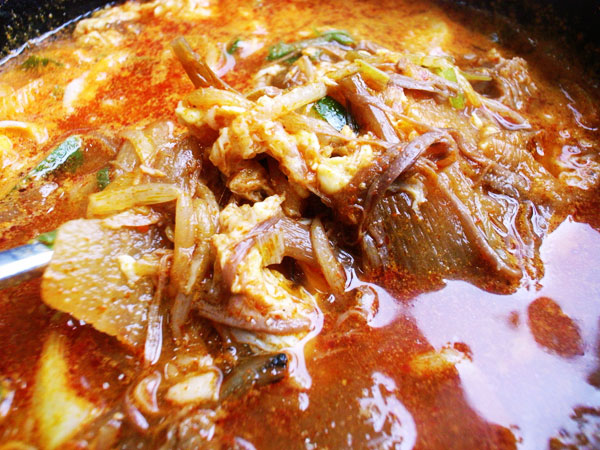
육개장

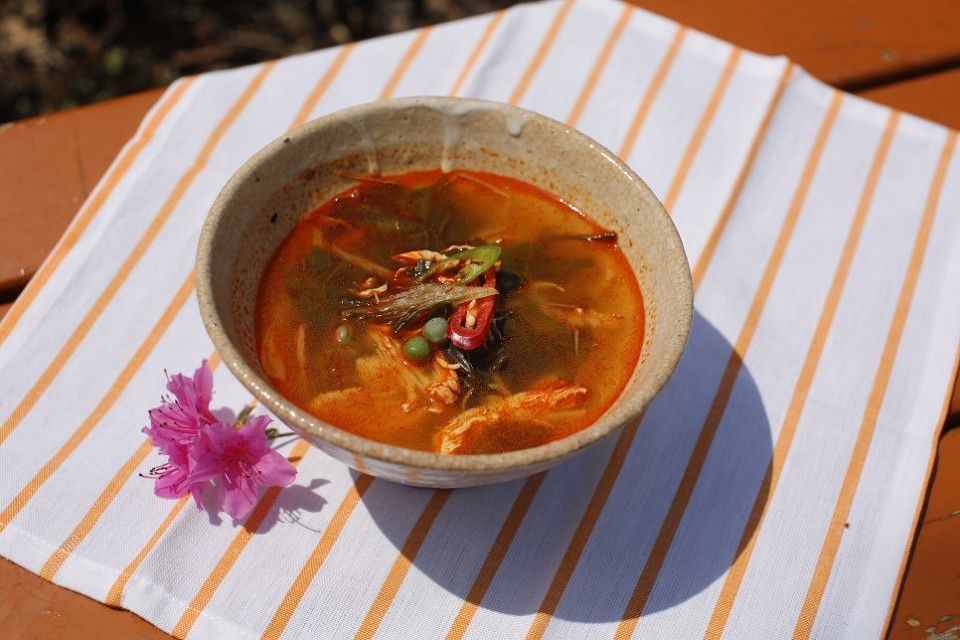
닭개장

육개장(문화어: 소단고기국, 영어: Yukgaejang 또는 spicy beef soup)은 쇠고기와 고사리, 숙주나물 등 여러 재료와 매운 맛이 도는 각종 양념을 넣어 끓여낸 국의 한 종류로, 개장국에서 유래하였다. 고춧가루로 간을 하며, 후추나 소금, 설탕, 참기름, 간장 등도 양념으로 첨가한다. 쇠고기 대신 닭고기를 사용하는 경우도 있으며 이런 육개장은 '닭육개장' 또는 '닭개장'이라고 부른다.
대구에서는 특히 닭개장으로 많이 불린다고 한다.
육개장의 기원은 개장국에 바탕을 둔 조선왕조 궁중음식에 있으며, 곰탕의 하나로 보기도 한다. 뜨겁고 맵기 때문에 특히 여름에 몸 보신을 위해 많은 사람들이 찾는다. 육개장을 먹을 때는 밥을 같이 먹는 편이다.
육개장을 "육계장"으로 잘못 표기하는 경우가 흔히 있다. 닭고기로 대체한 닭개장 역시 "닭계장"으로 적기도 하는데 이는 잘못된 표기이다.

## 유래
오랫동안 선조들은 삼복 때 보양음식으로 개장, 즉 보신탕을 즐겼다. 개가 귀한 개장 철에는 마을 어른들이 개를 대신하여 병들거나 나이 든 소를 공동 도축해 국을 끓였는데 이것이 육개장의 출발이다. 육개장은 개를 대신한 쇠고기 국이라는 뜻이다. 육개장이 맵고 진한 양념을 하는 것도, 본래 개장국에서 개고기의 심한 냄새를 없애기 위해 진한 양념을 넣은 것에서 유래되었다.
현재까지 기록으로 보면 육개장은 19세기 후반에 생긴 문화로 추정된다. 1920년대 육개장은 '대구탕반(大邱湯飯)'이란 이름으로 서울에서 외식으로 큰 인기를 얻었다. 최남선의 <조선상식문답>, 1920년대의 잡지인 <별건곤>에서 대구의 향토음식으로 육개장이 소개되었다.

## 조리법
육개장에 들어가는 재료는 기본적으로 고사리, 숙주나물 등의 나물과 소고기가 들어가고, 양념으로 고춧가루가 들어간다. 여기에 토란대(토란줄기), 버섯류, 대파, 양파 등도 사용되기도 하며, 후추, 소금, 설탕, 참기름, 간장 등의 양념을 더하기도 한다.
고춧가루의 경우 물에 넣고 끓이면 거품이 올라와서 지저분해지기 쉽기 때문에 고추기름을 대신 사용하기도 한다. 경우에 따라 숙주나물은 콩나물로, 토란대는 고구마순으로 대체하기도 한다. 드물지만 기호에 따라 달걀이나 당면을 넣는 경우도 있다.
대구, 경북 지역에서는 육개장에 면류를 넣는 변형도 있는데, 소면 사리를 말아 먹는 "육국수"와, 육개장 국물과 같이 칼국수 사리를 내는 "육칼"이 있다.
스님의 육식과 오신채 섭취가 금기시 되는 한국 불교에서는 사찰음식으로 고기와 파, 양파 등을 넣지 않고 두부와 산나물 등으로 대체한 "채개장"이 있다.

## 그 외
육개장은 장례식장에서 주로 먹는 음식이라는 인식이 있는데, 여기에 대해서는 육개장의 붉은 국물색이 조문객들에게서 잡귀를 쫓아내는 것, 많이 찾아오는 조문객들을 위해 대접할 음식을 선택할 때 쉽게 상하지 않는 음식으로 고춧가루와 소금이 많이 들어간 육개장을 주로 사용한다는 것의 두 가지 유래가 있다.

## 같이 보기
- 찢은 고기